# Gaia (Índia)

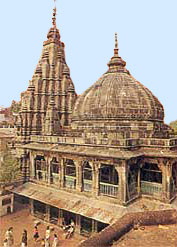
Templo Vixupade, em Gaia

Gaia (Gaya) é uma cidade e sede de administração do distrito de Gaia, no estado de Biar, na Índia.